# Mark Holtom
John Mark Holtom (* 6. Februar 1958 in Burton upon Trent) ist ein ehemaliger britischer Leichtathlet, der sich auf den 110-Meter-Hürdenlauf spezialisiert hatte. Er gewann eine Silbermedaille bei Commonwealth Games.

## Sportliche Laufbahn
Der 1,88 Meter große Mark Holtom gewann bei den Junioreneuropameisterschaften 1977 in Donezk die Silbermedaille hinter dem Finnen Arto Bryggare. Anfang September 1978 bei den Europameisterschaften in Prag siegte Thomas Munkelt aus der DDR in 13,54 Sekunden vor Jan Pusty in 13,55 Sekunden und Arto Bryggare in 13,56 Sekunden. Mark Holtom schied mit 14,27 Sekunden im Zwischenlauf aus. Bei den Olympischen Spielen 1980 in Moskau erreichte Holtom im Vorlauf 13,83 Sekunden, im Zwischenlauf schied er in 13,94 Sekunden aus.
1982 bei den Halleneuropameisterschaften in Mailand belegte Holtom über 60 Meter Hürden den fünften Platz in 7,83 Sekunden, nachdem er im Zwischenlauf 7,72 Sekunden gelaufen war. Im September bei den Europameisterschaften in Athen schied Holtom im Zwischenlauf in 14,14 Sekunden aus, seine Vorlaufzeit von 13,72 Sekunden hätte für die Finalqualifikation ausgereicht. Drei Wochen später bei den Commonwealth Games in Brisbane siegte der Kanadier Mark McKoy in 13,37 Sekunden mit sechs Hundertstelsekunden Vorsprung vor Holtom.
Im Jahr darauf bei den Weltmeisterschaften in Helsinki schied Holtom im Zwischenlauf mit 13,79 Sekunden aus. 1984 bei den Olympischen Spielen 1984 in Los Angeles wurde Holtom im Vorlauf disqualifiziert. 1985 wechselte Holtom seine Disziplin und trat im 400-Meter-Hürdenlauf an. 1986 belegte er auf dieser Strecke in 50,58 Sekunden den fünften Platz bei den Commonwealth Games in Edinburgh.

## Persönliche Bestzeiten
- 60 Meter Hürden (Halle): 7,69 Sekunden, 19. Februar 1983, Dortmund
- 110 Meter Hürden: 13,43 Sekunden, 4. Oktober 1982, Brisbane, Commonwealth Games
- 400 Meter Hürden: 49,49 Sekunden, 20. Juli 1985, London